# Ochancourt
Ochancourt település Franciaországban, Somme megyében. Lakosainak száma 320 fő (2022. január 1.). Ochancourt Arrest, Franleu, Nibas és Valines községekkel határos.

## Népesség
A település népességének változása:
| Lakosok száma | 293  | 307  | 315  | 317  | 325  | 334  | 329  | 325  | 320  |
|               | 2013 | 2015 | 2016 | 2017 | 2018 | 2019 | 2020 | 2021 | 2022 |